# العلاقات النيجيرية النيوزيلندية
العلاقات النيجيرية النيوزيلندية هي العلاقات الثنائية التي تجمع بين نيجيريا ونيوزيلندا.

## مقارنة بين البلدين
هذه مقارنة عامة ومرجعية للدولتين:
| وجه المقارنة                                              | نيجيريا                     | نيوزيلندا                                              |
| --------------------------------------------------------- | --------------------------- | ------------------------------------------------------ |
| المساحة (كم2)                                             | 923.77 ألف                  | 268.02 ألف                                             |
| عدد السكان (نسمة)                                         | 190.89 مليون                | 4.24 مليون                                             |
| الكثافة السكانية (ن./كم²)                                 | 206.64                      | 15.82                                                  |
| العاصمة                                                   | أبوجا، لاغوس                | ويلينغتون، أوكلاند                                     |
| اللغة الرسمية                                             | لغة إنجليزية، اللغة اليوربا | لغة إنجليزية، اللغة الماورية، لغة الإشارة النيوزيلندية |
| العملة                                                    | نيرة نيجيرية                | دولار نيوزيلندي، الجنيه النيوزيلندي                    |
| الناتج المحلي الإجمالي (بليون دولار)                      | 375.77 مليار                | 205.85 مليار                                           |
| الناتج المحلي الإجمالي (تعادل القوة الشرائية) بليون دولار | 1.09 تريليون                |                                                        |
| الناتج المحلي الإجمالي الاسمي للفرد دولار أمريكي          | 2.64 ألف                    |                                                        |
| الناتج المحلي الإجمالي للفرد دولار أمريكي                 | 5.91 ألف                    |                                                        |
| مؤشر التنمية البشرية                                      | 0.514                       | 0.914                                                  |
| رمز المكالمات الدولي                                      | +234                        | +64                                                    |
| رمز الإنترنت                                              | .ng                         | .nz                                                    |
| المنطقة الزمنية                                           | ت ع م+01:00                 | ت ع م+13:00، ت ع م+12:00                               |

## منظمات دولية مشتركة
يشترك البلدان في عضوية مجموعة من المنظمات الدولية، منها:
| علم المنظمة | اسم المنظمة                               | تاريخ انضمام نيجيريا | تاريخ انضمام نيوزيلندا |
| ----------- | ----------------------------------------- | -------------------- | ---------------------- |
|             | البنك الدولي للإنشاء والتعمير             | 30 مارس 1961         | 31 أغسطس 1961          |
|             | منظمة التجارة العالمية                    | ?                    | ?                      |
|             | المركز الدولي لتسوية المنازعات الاستشارية | 14 أكتوبر 1966       | 2 مايو 1980            |
|             | منظمة حظر الأسلحة الكيميائية              | ?                    | ?                      |
|             | الفريق المعني برصد الأرض                  | ?                    | ?                      |
|             | المنظمة الهيدروغرافية الدولية             | ?                    | ?                      |
|             | الأمم المتحدة                             | 7 أكتوبر 1960        | 24 أكتوبر 1945         |
|             | منظمة الشرطة الجنائية الدولية             | ?                    | ?                      |
|             | وكالة ضمان الاستثمار متعدد الأطراف        | 12 أبريل 1988        | 22 أبريل 2008          |
|             | يونسكو                                    | 14 نوفمبر 1960       | 4 نوفمبر 1946          |
|             | مؤسسة التنمية الدولية                     | 14 نوفمبر 1961       | 1 أكتوبر 1974          |
|             | مؤسسة التمويل الدولية                     | 30 مارس 1961         | 31 أغسطس 1961          |
|             | الاتحاد البريدي العالمي                   | ?                    | ?                      |
|             | دول الكومنولث                             | ?                    | ?                      |
|             | الاتحاد الدولي للاتصالات                  | 11 أبريل 1961        | 3 يونيو 1878           |

## وصلات خارجية
- موقع وزارة الخارجية النيجيرية
- موقع وزارة الخارجية النيوزيلندية